# 塔克薩基鏢鱸
塔克薩基鏢鱸為輻鰭魚綱鱸形目鱸亞目河鱸科鏢鱸屬的其中一種，該物種主要分布於美國田納西河流域，棲息在中底層水域。